# Arjeplog (commune)
La commune d'Arjeplog est une commune suédoise du comté de Norrbotten. 2 785 personnes y vivent. Son siège se situe à Arjeplog.

## Géographie
La municipalité d'Arjeplog est la quatrième plus grande municipalité de Suède, mais la quatrième moins peuplée. Elle est située sur les rives du lac Hornavan, le lac le plus profond de Suède et l'un des plus grands. La municipalité est populaire en raison du paysage du lac Hornavan, mais aussi de sa nature intacte.
La municipalité d'Arjeplog est constituée d'un terrain dominé par les Alpes scandinaves et de nombreuses zones aquatiques. Elle s'enorgueillit de ses 8 000 lacs et cours d'eau, dont les trois principales rivières, à savoir la Piteälven, la Skellefteälven et la Lais. La rivière Skellefte se prolonge au sud du lac Hornavan et s'étend au sud-est jusqu'à Skellefteå et au golfe de Botnie sur la côte est.
À environ 80 kilomètres au nord de la ville d'Arjeplog se trouvent les parcs nationaux de Padjelanta et de Sarek, tous deux situés dans la partie occidentale de la municipalité de Jokkmokk.
La municipalité d'Arjeplog possède également 13 réserves naturelles, principalement des landes de montagne, où poussent des plantes menacées. La montagne Galtispouda, d'une hauteur de 800 mètres, est à la fois un lieu d'observation populaire, une réserve naturelle, et en hiver un endroit populaire pour le ski. 

## Histoire

### Préhistoire
Les gens vivaient dans le territoire de la municipalité actuelle il y a 10 000 ans déjà, après la fin de la dernière période glaciaire. Pendant longtemps, elle n'a été peuplée que par un peuple de pêcheurs et de chasseurs, les Sami, qui ont leur propre langue et élèvent des rennes dans le nord de la Suède, et qui ont aujourd'hui des droits spéciaux en tant que groupe minoritaire suédois.

### Christianisation
La population de la municipalité actuelle ne comptait que quelques centaines de personnes aux 17e et 18e siècles, pour la plupart des Samis. Ce n'est qu'en 1640 que la reine Christine de Suède a ordonné la construction d'une église afin de christianiser la population sami d'Arjeplog. L'église a été inaugurée en 1642. Au début, les défunts étaient enterrés sous le sol en terre de l'église, mais finalement la puanteur devint insupportable et il fallut mettre fin à la procédure.

### Mines d'argent
L'intérêt pour Arjeplog a été suscité par la découverte d'argent dans la région dans les années 1620, et une industrie minière y a été établie entre 1635 et 1659. On a estimé que la quantité d'argent extraite était de 36 kilogrammes par an.
En août 1659, les Danois et les Norvégiens - qui faisaient partie de l'union Danemark-Norvège - ont attaqué et incendié le village minier. L'industrie minière a alors été paralysée pendant 120 ans.
Elle a été reprise en 1719, probablement pour soutenir la guerre du roi Charles XII. L'exploitation minière a été maintenue jusqu'en 1810, lorsque les faibles profits, le climat rude et les longues distances ont conduit à sa fermeture. Il reste des vestiges de cette époque dans le village d'Adolfström.
Il y a également plusieurs noms dans la région tels que Silvervägen ("route de l'argent") et Silversundet ("détroit de l'argent") qui rappellent son passé minier. Lorsqu'un musée sami a été construit dans la ville d'Arjeplog en 1965, il a été nommé Silvermuseet ("le musée de l'argent"). Il est rempli de photos et d'artefacts sames. 

### Création de la commune
Le territoire qui est aujourd'hui la municipalité d'Arjeplog, était autrefois une seule paroisse, qui a été transformée en municipalité lorsque les premières lois suédoises sur le gouvernement local ont été mises en œuvre en 1863. Elle n'a pas été fusionnée avec une autre entité. 

## Localités
- Arjeplog
- Laisvall
- Mellanström
- Slagnäs

## Jumelages
La municipalité d'Arjeplog est jumelée avec la commune d'Oumba, en Russie.